# 苏联共产党第二十五次代表大会

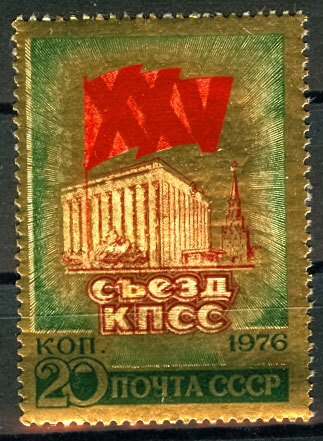
苏共二十五大期间发行的邮票

苏联共产党第二十五次代表大会（俄语：XXV съезд Коммунисти́ческой па́ртии Сове́тского Сою́за），简称苏共二十五大（XXV съезд КПСС），是由苏联共产党召开的代表大会。1976年2月24日至3月5日在莫斯科召开。大会由苏联共产党中央委员会总书记勃列日涅夫主持。

莫斯科郊外克林9号军营的一幅苏共二十五大宣传画

## 代表
参加会议的有4998名代表，其中包括来自96个国家的外国代表作为观察员参加，中华人民共和国和阿尔巴尼亚社会主义人民共和国未派代表参加。

## 内容
- 选举新一届苏共中央的287名委员，包括139名候补委员。
- 选举新一届苏联共产党中央审计委员会的85名成员。[1]

## 成果
批准了《1976-1980年苏联国民经济的主要发展方向》决议。